# Hatodik koalíciós háború
Napóleon számára az oroszországi hadjárat kudarccal végződött, mivel a Grande Armée jelentős része megsemmisült, és a vereség morálisan is rendkívül megrendítette a francia sereget.
A „furcsa vereség” megindította a császár bukását.
A Grande Armée roncsait üldöző oroszok bevonultak Varsóba, majd 1813. március 11-én Berlinbe. A porosz-orosz megegyezés megszületése után a két állam hadat üzent Franciaországnak. Az orosz és a Blücher tábornagy vezette porosz hadseregek elfoglalták Drezdát, azonban 1813. május 13-án a lützeni csatában, majd május 20–22-én a bautzeni csatában is vereséget szenvedtek Napóleon császár újonnan felállított hadseregével szemben.
1813 májusában svéd csapatok szálltak partra Pomerániában, júniusban Anglia, majd a pozsonyi béketárgyalások után augusztusban a Habsburg Birodalom is hadba lépett az Első Francia Császárság ellen. Az így az 1813-ban létrejött franciaellenes hatodik koalíció minden addiginál szélesebb keretekben jött létre (Osztrák Császárság, Orosz Birodalom, Egyesült Királyság, Poroszország, Svédország, Szicíliai Királyság, Spanyolország és más államok részvételével). A szövetségesek hadereje a tartalékokkal együtt elérte a 850 000 főt, míg a franciák csak 550 000 emberrel rendelkeztek.
Blücher a großbeereni csatában 1813. augusztus 23-án vereséget mért Nicolas Oudinot marsall csapataira, viszont a császár a Schwarzenberg vezette koalíciós fősereget a drezdai csatában 1813. augusztus 26-27-én legyőzi. Közben Napóleont az utolsó délnémet szövetségesei is elhagyták és a porosz–osztrák–orosz–svéd seregek 1813. október 16-18-án a „lipcsei népek csatájában” döntő vereséget mértek rá. A csata után összesen 130 000 halott maradt a csatatéren, ezeknek fele francia volt, de Napóleon továbbra sem volt hajlandó egyezkedni.
Ezalatt Joachim Murat nápolyi trónjának megtartása érdekében átállt az osztrákok oldalára. Napóleon a hanaui csatában 1813. november 30-án még vereséget mért az osztrák–bajor erőkre, de a harcok hamarosan Franciaország területére helyeződtek át. Ekkor a francia hadsereget már össze sem lehetett hasonlítani az előző idők hadseregével. A besorozottak nagy része már tapasztalatlan fiatalkorú újonc volt.
1814 elején a császár a brienne-i csatában ismét győzelmet aratott a Blücher vezette porosz csapatokon, de a La Rothière-i csatában alulmaradt Schwarzenberggel szemben. Ezután kicsiny hadserege élén sorozatos győzelmeket – Champaubert, Montmirail, Vauchamps, Montereau – aratott a szövetségesek felett.
Végül azonban a koalíció csapatai I. Sándor orosz cár és Gebhard Leberecht von Blücher vezetésével 1814. március 31-én bevonultak Párizsba, és 1814. április 6-án Napóleon császár a marsalljai követelésére Fontainebleau-ban lemondott a trónról fia, François Joseph Charles Bonaparte herceg javára. Azonban a szövetségesek Elba szigetére száműzték, és visszaállították a Bourbon-ház hatalmát Franciaországban. Napóleon bukása után a győztesek által trónra ültetett XVIII. Lajos királlyal megkötötték és 1814. május 30-án aláírták a párizsi békét, amelynek értelmében Franciaország az 1792-es határai mögé szorult vissza.

## Lásd még
- Koalíciós háborúk
- Napóleoni háborúk
- NAGY KÉPES VILÁGTÖRTÉNET X. kötet, A forradalom és Napóleon kora